# Pseudobybe gilmouri
Pseudobybe gilmouri är en skalbaggsart som beskrevs av Stefan von Breuning 1962. Pseudobybe gilmouri ingår i släktet Pseudobybe och familjen långhorningar. Inga underarter finns listade i Catalogue of Life.